# Jerpoint Abbey

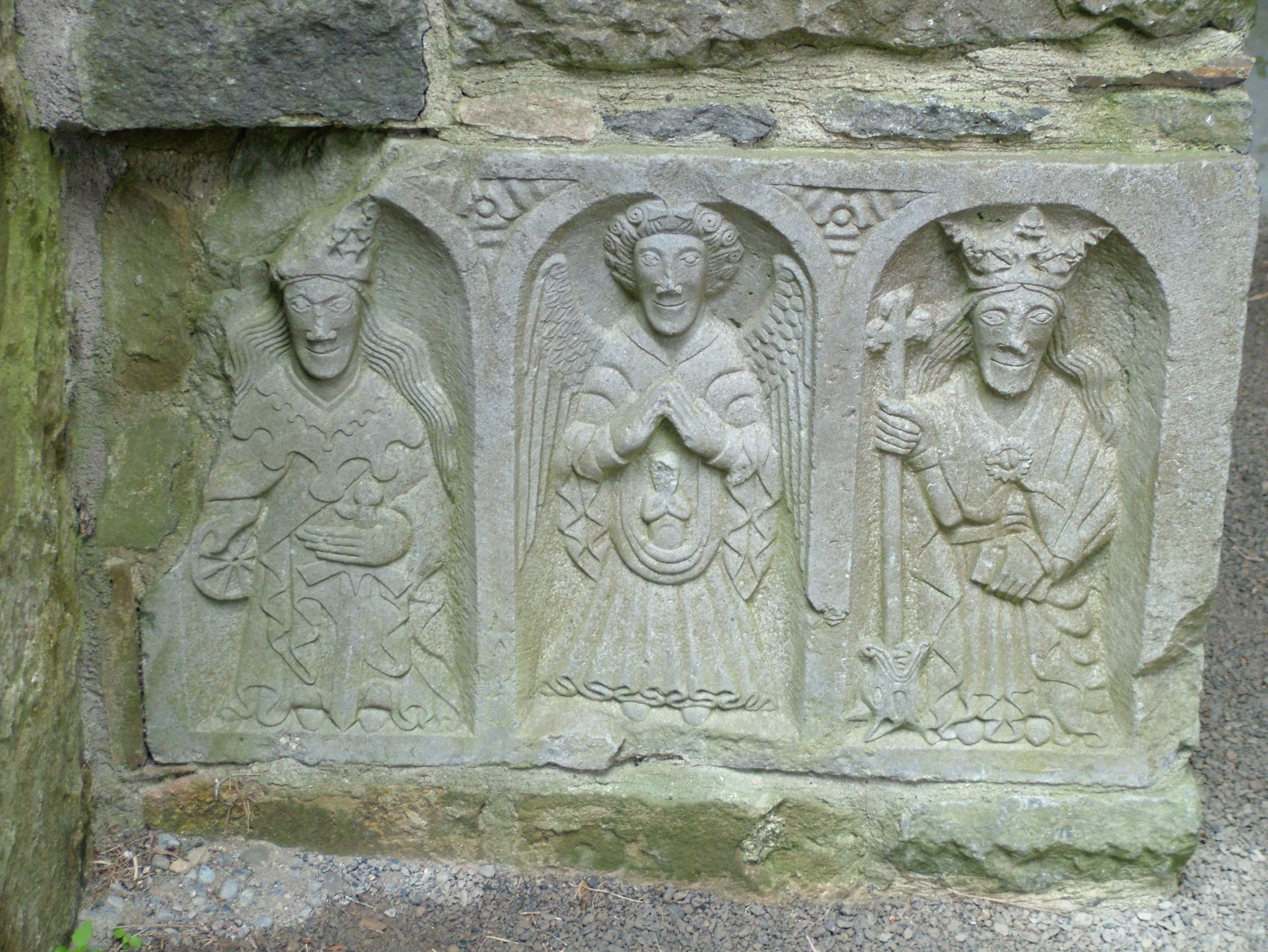
The Weepers im nördlichen Querhaus

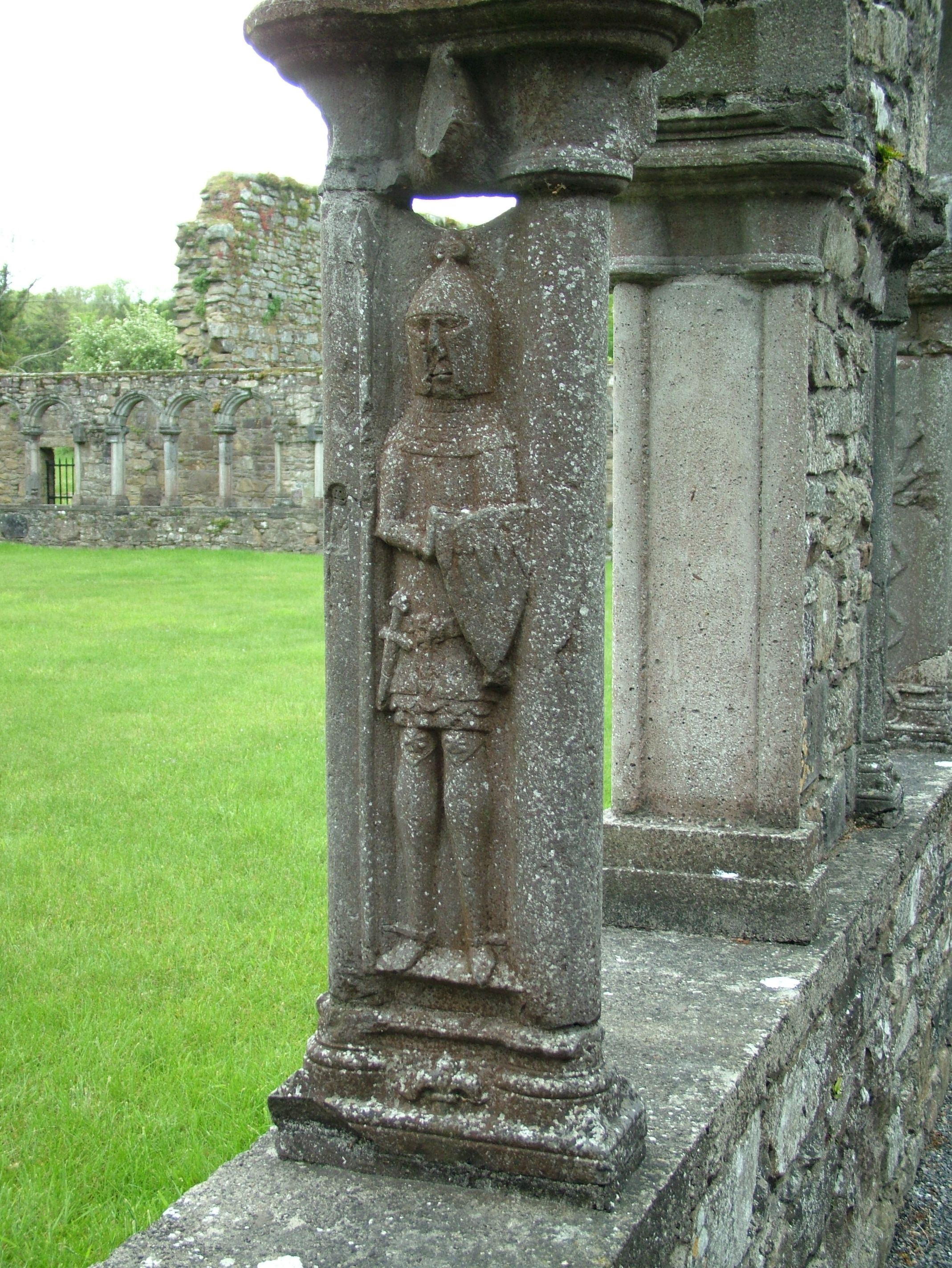
Eine Figur im Kreuzgang

Jerpoint Abbey (irisch Mainistir Sheireapúin) ist ein ehemaliges Zisterzienserkloster, das 1,5 km südwestlich von Thomastown im County Kilkenny in Irland liegt und zu den bedeutendsten Anlagen seiner Art in Irland gehört.

## Geschichte
Das Kloster wurde spätestens um 1180 von Donal Mac Gillapatrick, dem König von Ossory und den Zisterziensern, wahrscheinlich auf den Resten eines 1158 angefangenen Benediktinerklosters, als Tochterkloster von Baltinglass Abbey errichtet. Nach einem Aufstand der irischen Zisterzienserklöster im Jahre 1217 (riot of Jerpoint), dem die Verschwörung von Mellifont folgte, wurde der Abt abgesetzt und das Kloster dem Kloster Fountains in Yorkshire unterstellt. Etwa 50 Jahre später wurde die Selbstständigkeit wiederhergestellt. Im 15. Jahrhundert wurde der Turm gebaut. Zu dieser Zeit bestand eine Schirmherrschaft der Familie Butler aus Kilkenny. Das Kloster wurde 1540 aufgelöst, da hier nur noch ein Abt und fünf Mönche lebten. Bis zum Ende des 17. Jahrhunderts gehörte die Abtei der Familie Butler. Seit 1880 ist Jerpoint Abbey ein nationales Denkmal.

## Die Abbey
Die Abbey besteht aus einem kreuzförmigen Hauptschiff, einem Altarraum und den Querhäusern. Der Turm wurde im 15. Jahrhundert dazu gebaut. Im Süden liegt der Kreuzgang. Rings um die Abbey befanden sich weitere Gebäude, Friedhöfe und Gärten. Von der Anlage sind noch die Kirche, der Kapitelsaal, die Küche mit Speiseraum (Refektorium) und die Lager- und Schlafräume vorhanden. Des Weiteren sind noch mehrere Grabsteine aus dem 13. bis 16. Jahrhundert erhalten. Unter ihnen befindet sich auch der von Felix O’Dullany († 1202), des ersten Abts von Jerpoint und Bischofs von Ossory.

### Das Hauptschiff und der Altarraum
Das Hauptschiff bestand früher aus zwei Räumen, die Trennmauer ist heute noch zu erkennen. Die südliche Wand steht nicht mehr. Die Fenster im Hauptschiff sind oben. Heute stehen noch die Pfeiler des nördlichen Bogenganges. Der Altarraum ist der älteste Teil der Kirche. Das aus dem 14. Jahrhundert stammende Ostfenster ist noch erhalten. An der Nordseite sind Reste von Wandmalereien zu erkennen.

### Die Querhäuser
Im nördlichen Querhaus sind Gräber aus dem 15. Jahrhundert untergebracht. Im südlichen Teil des nördlichen Querhauses befindet sich eine Platte mit einer Gruppe von Heiligen, die die weepers (Weinende) genannt werden. Die Platte wurde im 15. Jahrhundert von den Steinmetzen O'Tunney erstellt. Im südlichen Querhaus befindet sich in der südlichen Kapelle eine Grabplatte, auf der mit Kettenhemden bekleidete Brüder (The Brethren) abgebildet sind. Das ist neben Cantwell Fada im nahen Kilfane eine der wichtigsten Darstellungen dieser Art.

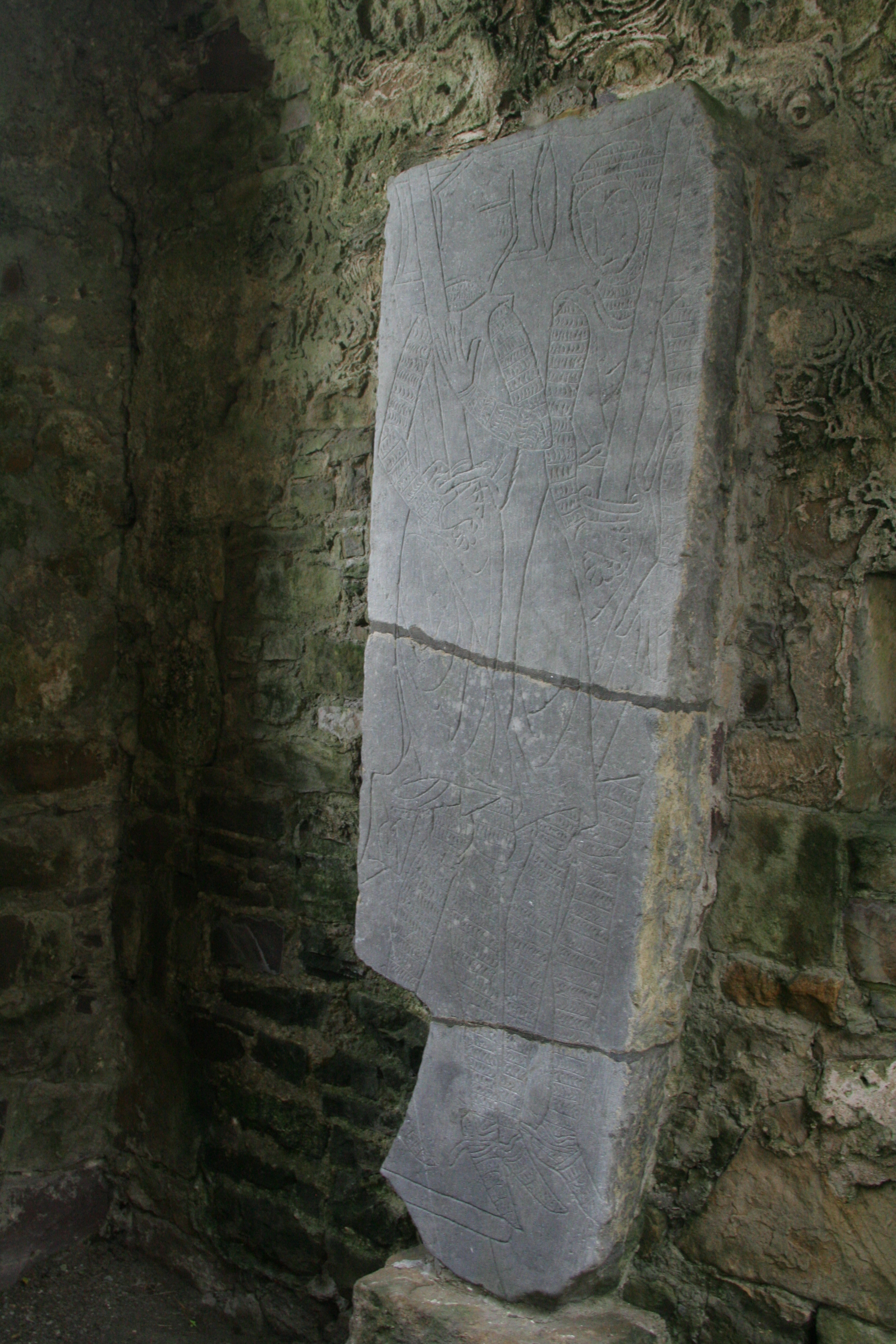
Grabplatte der „Brethren“

### Der Turm und Kreuzgang
Der Turm wurde im 15. Jahrhundert erbaut. Da zu einem Zisterzienserkloster wegen der Regel kein Steinturm gehört, geht man heute davon aus, dass es im 15. Jahrhundert nicht mehr so ernst war mit der Enthaltsamkeit. Im Kreuzgang wurden Schnitzereien im Jahre 1953 wiederhergestellt.